# Russi Taylor
Russell (Russi) Taylor (Cambridge (Massachusetts), 4 mei 1944 – Glendale (Californië), 26 juli 2019) was een Amerikaans stemactrice. Ze was de stem van Disneys beroemde personage Minnie Mouse. Taylor sprak haar stem in van 1986 tot haar dood in 2019 en was daarmee de langstzittende stemactrice van dit personage.
Andere bekende personages die Russi Taylor van hun stem heeft voorzien, waren onder meer Martin Prince, de tweeling Sherri en Terri en de Duitse uitwisselingsstudent Üter in The Simpsons, Smoegel in De Smurfen, Baby Gonzo in Muppet Babies, Pebbles in The Flintstone Comedy Show en de neefjes Kwik, Kwek en Kwak en Lizzy in DuckTales. In tekenfilms waarin de drie neefjes ouder zijn, worden hun stemmen veelal van haar overgenomen door collega Tony Anselmo, de vaste stemacteur van Donald Duck.
In 2006 was Taylor genomineerd voor een Emmy Award voor haar stemacteerwerk in de PBS-serie Jakers!
Van 1991 tot zijn dood in mei 2009 was Russi Taylor getrouwd met collega Wayne Allwine, de derde stemacteur van Mickey Mouse.
Taylor overleed aan darmkanker in 2019 op 75-jarige leeftijd.
De stem van Minnie werd sindsdien gedaan door actrice Kaitlyn Robrock.